# Qingcheng (Qingyuan)

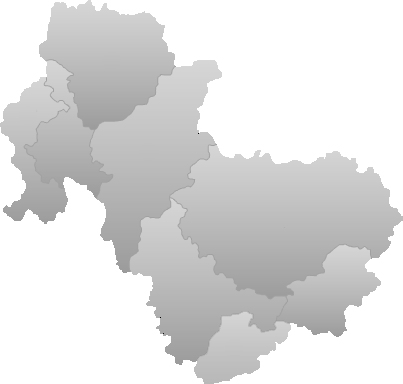
Lage des Stadtbezirks Qingcheng im Gebiet der bezirksfreien Stadt Qingyuan

Der Stadtbezirk Qingcheng (chinesisch 清城区, Pinyin Qīngchéng Qū) ist ein Stadtbezirk der bezirksfreien Stadt Qingyuan in der Provinz Guangdong der Volksrepublik China. Er hat eine Fläche von 927,2 km² und zählt 1.119.901 Einwohner (Stand: Zensus 2020). Er ist Zentrum und Sitz der Stadtregierung von Qingyuan.

## Administrative Gliederung
Auf Gemeindeebene setzt sich der Stadtbezirk aus vier Straßenvierteln und drei Großgemeinden zusammen. 